# Marcela Peredo
Marcela Inés Peredo Rojas (Curepto, 26 de mayo de 1980) es una abogada y profesora universitaria chilena de filiación independiente con patrocinio de Chile Vamos. Desde enero de 2024 es ministra del Tribunal Constitucional de Chile, ocupando uno de los cupos cuya designación corresponde a la Cámara de Diputadas y Diputados.

## Biografía

### Primeros años y estudios
Nacida en Curepto, ubicada en la Región del Maule, el 26 de mayo de 1980. Realizó sus estudios superiores en la Universidad de Talca, donde obtuvo el título de abogada. Posteriormente cursó el Magíster en Derecho Público con mención en Derecho Constitucional de la Pontificia Universidad Católica de Chile (2009) y el Magíster en Investigación Jurídica de la Universidad de Los Andes (2013).
En 21 de diciembre de 2016, Marcela Peredo Rojas obtuvo la titulación de doctora en derecho de la Universidad de Los Andes (UANDES) con la tesis doctoral llamada "El margen de apreciación del legislador en las sentencias del Tribunal Constitucional chileno: test de margen proporcionado."

### Carrera profesional
Entre los años 2016 y 2021 ejerce como académica investigadora en la Universidad Autónoma de Chile. En esta universidad, ella fue Coordinadora del Doctorado en Derecho (2018-2019).
Marcela Peredo fue asesora jurídica del Ministerio de Justicia de Chile y abogada examinadora de marcas en el Ministerio de Economía del mismo país.
Posteriormente ejerce como profesora de la Universidad de Los Andes en el área de Introducción al derecho positivo y en derecho constitucional desde 2021. En esta universidad, ella es investigadora POLIS, Observatorio Constitucional.
Entre enero y febrero de 2023, ella fue investigadora visitante en la Universidad de Notre Dame (Estados Unidos) como Fullbright Visiting Fellow.

### Carrera política
El 23 de enero de 2023 la Cámara de Diputadas y Diputados de Chile ratificó su candidatura, en la condición de independiente, con patrocinio de Chile Vamos y, en especial por la bancada social cristiana, como miembro de la Comisión Experta del proceso constituyente chileno del año 2023.